# Nissan GT-R LM Nismo
Nissan GT-R LM Nismo — лемановский спортпрототип класса LMP1-H, предназначенный для участия в автогонках на выносливость. Автомобиль отличался оригинальной компоновкой, требовавшей значительных ресурсов для тестирования и доработки, что послужило причиной неудачного выступления в единственной гонке и последующего закрытия проекта.

## Конструктивные особенности
Получив от руководства компании указание разработать автомобиль, который не будет копией Audi, Бен Боулби остановился на варианте компоновки с расположением двигателя перед кокпитом. Данная компоновка уже использовалась им в 2003 году. Однако в отличие от заднеприводного Panoz LMP01 Evo в Nissan GT-R LM Nismo используется передний привод через коробку передач, установленную перед двигателем. Он был уверен, что Nissan в состоянии создать автомобиль с передним расположением двигателя более быстрый с улучшенными стабильностью и эффективностью. Разрабатывая гоночные автомобили, Боулби обратил внимание, что заднее расположение создает ограничения в размерах, следствием чего становится низкая аэродинамическая эффективность, то же время передняя часть остается в значительно степени незатронутой. «Поэтому мы подумали: почему бы не перевернуть правила с ног на голову и не сделать автомобиль с большой прижимной силой спереди? Помимо того, что это дает нам большую свободу в правилах, передняя прижимная сила генерируется более эффективно, с меньшим сопротивлением. Кроме того, с передней частью, выполняющей большую часть работы, мы могли бы уменьшить заднее крыло и ещё больше снизить сопротивление, что неоценимо в Ле-Мане». Шасси было сделано из углеродного волокна, что позволило снизить массу до 870 кг — минимального значения, разрешённого техническим регламентом.
На автомобиле был установлен V-образный шестицилиндровый двигатель объёмом 3 л с углом развала цилиндров 60°, двойным турбонаддувом и непосредственным впрыском топлива, совместной разработки Nissan и Cosworth. Такая конфигурация была выбрана, исходя из критериев экономичности. За двигателем под кокпитом располагалась система рекуперации кинетической энергии, оснащенная двумя маховиками разработки Torotrak. Она получала энергию от передних тормозов и возвращала обратно на переднюю ось через карданный вал, проходящий над двигателем. Энергия также могла передаваться на заднюю ось через карданный вал, задний дифференциал с повышенным внутренним сопротивлением и планетарные колесные редукторы, при этом Nissan GT-R LM Nismo становился полноприводным. Двигатель внутреннего сгорания имел мощность около 500 л. с., а система рекуперации кинетической энергии — примерно 750 л. с..
Бо́льшая часть массы автомобиля приходится на переднюю ось, поэтому передние шины были сделаны шире (14 дюймов против 9 дюймов у задних). Поставщиком шин стал Michelin, разработка велась в тесном сотрудничестве с Nissan. Система охлаждения двигателя, коробки передач и накопителя энергии расположена в передней части, что позволило создать систему воздуховодов вокруг кокпита. Использование воздуховодов привело к тому, что турбокомпрессор был установлен над двигателем, а выхлопные трубы выведены наружу в передней части перед лобовым стеклом. Также пришлось отказаться от использования традиционной задней подвески с полуосями, которые бы пересекали воздуховоды, в пользу планетарной главной передачи и планетарных колёсных редукторов.

## Подготовка
Программа была официально анонсирована 23 мая 2014 года. Шесть месяцев спустя прошли первые двухдневные тесты в технологическом центре Nissan в Стэнфилде (Аризона) Тесты продолжились в январе 2015 г. на Трассе Америк и в феврале — на Palm Beach International Raceway впервые в ночных условиях, после чего последовали тесты на прямой на полигоне Michelin в Южной Каролине. Недельный тест на автодроме Себринг закончился досрочно через два дня из-за проблем с креплением двигателя.
Первоначально Nissan планировал выставить два автомобиля в чемпионате мира по автогонкам на выносливость на полном расписании, а третий — только суточной гонке в Ле-Мане. Однако, несмотря на 3800 км, пройденных во время частных тестов, автомобиль не смог принять участие ни в официальных предсезонных тестах на трассе Поль Рикар, ни в стартовой гонке сезона в Сильверстоуне, так как дважды не прошёл крэш-тест, и дебют был отложен до суточного автомарафона в Ле-Мане. На возобновлённых в апреле тестах в течение 4 дней было пройдено 2000 км на автодроме NCM Motorsports Park в Боулинг-Грине, Кентукки.
Имена девятерых гонщиков были названы в начале 2015 года. Первым был объявлен Марк Жене, перешедший из Audi Sport Team Joest. Но в мае он объявил, что непосредственно в гонке он участие не примет, а его место занял Марк Шульжицкий.

## Участие в единственной гонке и последующие события
На суточный автомарафон в Ле-Мане были выставлены 3 автомобиля с номерами 21, 22 и 23. Несмотря на пропуск двух этапов они  по-прежнему не были готовы к гонке (в частности, не функционировала гибридная система) и показали худший результат в классе LMP1 с отставанием в 20 с от времени поула, а результат экипажа № 21 был хуже времени поула в классе LMP2. Так как не удалось уложиться в 110 % от времени поула, то все три автомобиля были передвинуты в конец стартовой решётки в категории спортпрототипов. 
В ходе гонки недостаточное сцепление с трассой не позволяло быстро набрать скорость, автомобиль плохо слушался руля, а из-за неработоспособности гибридной системы увеличилась нагрузка на тормоза, что приводило к быстрому износу тормозных дисков и колодок. Проблемы усугубляли ошибки в программном обеспечении и запрет выезжать на поребрики. Автомобиль № 21 прошёл 115 кругов и сошёл из-за неисправности подвески, № 23 — 234 круга и сошёл из-за отказа коробки передач. Автомобиль № 22 смог финишировать, но не был классифицирован, так как примерно треть гонки провёл в боксах и пройденная дистанция была менее 70 % дистанции победителя гонки.
В конце июля прошли  тесты на Трассе Америк, где прошли опробование аэродинамический пакет с высокой прижимной силой и система FRIC.
После неудачного выступления в Ле-Мане в Nissan Motorsport отказались от участия в гонке на Нюрбургринге для решения возникших проблем. Позже также было решено пропустить этапы в Остине и Фудзи.
1 октября было объявлено об отказе от участия в оставшихся гонках сезона с целью сосредоточить усилия на подготовке к 2016 году.
30 октября Nissan Motorsport покинул Даррен Кокс, возглавлявший в компании работы по Nissan GT-R LM Nismo.
8-9 декабря были продолжены тесты на трассе NOLA Motorsports Park в Эйвондейле (Луизиана). Также были запланированы тесты в феврале 2016 года на трассе в Новом Орлеане. Но 22 декабря 2015 года проект был закрыт и отозвана заявка на 2016 год по причине невозможности выступать на уровне Audi, Porsche и Toyota. Также была прекращена разработка автомобиля спецификации 2016 года с электрической гибридной системой.

## Оценки проекта
Гарри Тинкнелл считает, что весь потенциал прототипа так и не был раскрыт, так как «не хватило времени довести автомобиль». В то же время он поддержал решение закрыть проект, поскольку вряд ли бы удалось создать конкурентоспособное шасси.
По мнению Макса Чилтона проект был изначально обречён на отставание, а решить проблемы без полного пересмотра концепции было невозможно.
Согласно мнению Гэри Уоткинса главной причиной неудачи в Ле-Мане стало то, что Nissan GT-R LM Nismo не удалось создать в точном соответствии с замыслом Бена Боулби.

## Комментарии
1. ↑  Однако, специально разработанные шины из-за неработоспособности гибридной системы не удалось использовать в гонке, а времени на подготовку новых не было. Вместо них пришлось применить диски и покрышки, предназначенные для прототипов других производителей, в частности Audi, а задние колёса ставить на переднюю ось[8].
2. ↑  В частности, во время первого теста была повреждена передняя структура безопасности, а по наружной обшивке двери пошла трещина, из-за чего ее конструкцию пришлось менять[16]
3. ↑  Марк Шульжицкий во время своей смены дважды сталкивался с ситуацией, когда при отсутствии неисправностей в системе трансмиссии он не мог переключить передачи, а однажды при нажатии на педаль тормоза начал работать омыватель ветрового стекла[26].